# John fitz Geoffrey
John fitz Geoffrey (* um 1206; † 23. November 1258) war ein englischer Adliger und Justiciar of Ireland. Er war einer der Begründer der Adelsrebellion von 1258.

## Herkunft und Erbe
John fitz Geoffrey war ein Sohn aus der zweiten Ehe von Geoffrey fitz Peter, 1. Earl of Essex mit Aveline, der Witwe des 1204 gestorbenen William de Munchensi und Tochter von Roger de Clare, 2. Earl of Hertford. Sein Vater war vom niederen Adel zum königlichen Justiciar und zum Earl of Essex aufgestiegen, er hatte bereits mehrere Kinder aus seiner ersten Ehe. Von König Johann Ohneland hatte er das Recht erhalten, den Kindern aus seiner zweiten Ehe die Honour of Berkhamstead zu vererben. Er starb 1213. Als John fitz Geoffrey 1227 volljährig wurde, zahlte er König Heinrich III. 300 Mark, um sein Erbe anzutreten, der König verweigerte ihm jedoch das meiste des von seinem Vater vorgesehenen Erbe. Berkhamsted Castle und der Großteil der Güter der Honour, darunter Aylesbury und Steeple Claydon in Buckinghamshire, Exning in Suffolk und Cherhill in Wiltshire blieben im Besitz des Königs, während John nur Winterslow in Wiltshire erhielt.

## Aufstieg im Dienst des Königs
Von 1234 bis 1236 diente John als Sheriff von Yorkshire. Eine der Bedingungen, die der König 1237 für die Bewilligung einer Steuer durch das Parlament erfüllen musste, war die Aufnahme von John fitz Geoffrey zusammen mit William de Warenne, 5. Earl of Surrey und William de Ferrers, 4. Earl of Derby in den königlichen Rat, was das hohe Ansehen von John belegt, das er trotz seines relativ geringen Grundbesitzes hatte. In den nächsten Jahren erarbeitete er sich das Vertrauen von Heinrich III. Von 1237 bis 1245 diente er mit als Steward of the king’s household, dazu war er von 1238 bis 1246 Sheriff von Gloucestershire. Von 1241 bis 1242 war er kurzzeitig oberster Richter für die königlichen Wälder in Südengland sowie 1243 Seneschall der Gascogne.
Durch Johns Heirat mit Isabel († 1250), der Witwe von Gilbert de Lacy, Lord of Meath und Tochter von Hugh Bigod, 3. Earl of Norfolk hatte er Ansprüche auf ihr Wittum in Irland. Als erfahrener Beamter des Königs wurde er deshalb 1245 Justiciar, also Stellvertreter, des Königs in Irland. Dieses Amt bekleidete er bis 1256. 1254 übergab Heinrich III. Irland seinem Sohn Lord Eduard, und John fitz Geoffrey stieg zum führenden Ratgeber des Thronfolgers auf. Der König dankte seinem langjährigen Diener unter anderem mit den Gütern von Whaddon in Buckinghamshire und von Ringwood in Hampshire. Dazu durfte er für 3000 Mark die Vormundschaft für die Erben von Theobald Butler († 1248) in Irland und die Verwaltung ihrer Ländereien erwerben.

## Mitbegründer der Adelsopposition gegen den König und plötzlicher Tod
Trotz seiner langjährigen Dienste für Heinrich III. schloss John am 12. April 1258 ein Bündnis mit sechs anderen Magnaten, um eine Reform der Regierung zu erreichen. Die genauen Gründe hierfür sind unbekannt, doch nach den Berichten der Chronisten konnte John fitz Geoffrey mehrere Anlässe gehabt haben. Zum einen könnte er über seine Entlassung als Justiciar von Irland enttäuscht gewesen sein, wahrscheinlicher ist jedoch seine Gegnerschaft zu den Lusignans, den aus Südwestfrankreich stammenden Halbbrüdern des Königs, die zusammen mit ihrem Gefolge großen Einfluss auf den König hatten. Sie hatten auch steigenden Einfluss auf Lord Eduard, so dass John fitz Geoffreys Stellung beim Thronfolger gefährdet war. Mit dem jüngsten der Lusignans, Bischof Aymer de Lusignan, war John in erbitterten Streit über sein Gut von Shere in Surrey geraten. Dabei hatten die Gefolgsleute von Lusignan am 1. April 1258 Shere angegriffen und dort einen Gefolgsmann von John getötet. Als John Gerechtigkeit verlangte, weigerte sich der König, den Fall anzuhören. Die sieben Rebellen stürmten am 28. April die Westminster Hall, wo das Parlament versammelt war. Sie konnten rasch die überwältigende Mehrheit der Barone auf ihre Seite bringen, und folgerichtig wurde John als Mitglied des Komitees gewählt, das Reformvorschläge für die Regierung ausarbeiten sollte. Nachdem das Parlament im Juni 1258 diese Vorschläge, die sogenannten Provisions of Oxford, angenommen hatte, wurde John fitz Geoffrey zu einem Mitglied des neuen 15-köpfigen Staatsrats gewählt. Zusammen mit Roger Bigod, 4. Earl of Norfolk und Simon de Montfort, 6. Earl of Leicester brach er am 23. Juli nach London auf, um die City of London auf die Seite der neuen Regierung zu ziehen.
Mit seinem plötzlichen Tod im November 1258 verlor die neue Regierung der Barone eines ihrer wichtigsten und erfahrensten Mitglieder. Trotz seiner Rebellion betrauerte der König den Tod seines ehemaligen Vertrauten. Er ordnete eine feierliche Gedenkmesse an und ließ seinen Sarg durch ein goldenes Tuch verhüllen.

## Familie und Nachkommen
Aus seiner Ehe mit Isabel Bigod hatte John fitz Geoffrey mehrere Kinder, darunter:
- John fitz John (um 1240–1275);
- Richard FitzJohn, 1. Baron FitzJohn († 1297);
- Aveline (auch Isabel) († 1274), ⚭ Walter de Burgh, 1. Earl of Ulster;[2]
- Matilda (auch Maud) († 1301), ⚭ (1) Sir Gerard de Furnivall († 1261), ⚭ (2) William de Beauchamp, 9. Earl of Warwick;[3]
- Joan († 1303), ⚭ Theobald Butler (1242–1285), Sohn des Theobald Butler († 1248).

Johns Erbe wurde sein gleichnamiger Sohn, der zu einem wichtigsten Unterstützer von Simon de Montfort, dem Führer der Adelsopposition wurde.